# 아디슨 리처즈
애더슨 리처즈(Addison Richards, 1887년 10월 20일 ~ 1964년 3월 22일)는 미국의 배우, 텔레비전 배우, 영화배우, 연극 배우이다.

## 영화
- 플라이트 댓 디스어피어드 (1961년)
- 추격 (1959년)
- 보난자 (1959년)
- 페리 메이슨 (1957년)
- 십계 (1956년)
- 클라이막스! (1954년)
- 어 소던 양키 (1948년) - 닥터 클레이턴 역
- 스튜디오 원 (1948년)
- 언피니시드 댄스 (1947년)
- 살인광 시대 (1947년)
- 래시의 용기 (1946년)
- 러브 래프 앳 앤디 하디 (1946년)
- 크리미널 코트 (1946년)
- 리브 허 투 헤븐 (1945년)
- 스펠바운드 (1945년)
- 미이라의 저주 (1944년)
- 폴로우 더 보이즈 (1944년)
- 콜벳 K-225 (1943년)
- 히트 퍼레이드 오브 1943 (1943년)
- 조라는 이름의 사나이 (1943년)
- 에어 포스 (1943년)
- 멘 오브 텍사스 (1942년)
- 쉽 아호이 (1942년)
- 프라이벗 벅카루 (1942년)
- 마이 페이버릿 브론드 (1942년)
- 야구왕 루 게릭 (1942년)
- 엉터리 무용전 (1942년) - 안토르니 말콤 킬골 역
- 텍사스 (1941년)
- 앤디 하디의 개인비서 (1941년)
- 아이 원티드 윙스 (1941년)
- 대단한 거짓말 (1941년)
- 허 퍼스트 보우 (1941년)
- 볼 오브 파이어 (1941년)
- 소년의 거리 속편 (1941년)
- 인간 에디슨 (1940년)
- 리틀 넬리 켈리 (1940년)
- 앤디 하디 미츠 드뷰탄트 (1940년)
- 데이 올 컴 아웃 (1939년)
- 닉 카터, 마스터 디텍티브 (1939년)
- 댓 서튼 에이지 (1938년)
- 소년의 거리 (1938년)
- 실링 제로 (1936년)
- 워킹 데드 (1936년)
- 안소니 에드버즈 (1936년)
- 십자군 (1935년)
- 리틀 빅 샷 (1935년)
- 365 나이츠 인 헐리우드 (1934년)